# Klesso
Klesso est une localité située dans le département de Karangasso-Vigué de la province du Houet de la région des Hauts-Bassins au Burkina Faso.

## Géographie
Klesso est traversé par la route nationale 20.

## Éducation et santé
Le centre de santé et de promotion sociale (CSPS) de Klesso est fonctionnel officiellement depuis le 1er juin 2021.